# Romuald Kalinowski
Romuald Kalinowski (ur. 1949, zm. 16 lipca 2025) – polski pedagog, wykładowca akademicki, profesor nauk społecznych, dr hab. nauk wojskowych, profesor Instytutu Nauk o Bezpieczeństwie Wydziału Nauk Społecznych Uniwersytetu w Siedlcach. Specjalista w dziedzinie bezpieczeństwa państwa, ochrony ludności, obrony cywilnej, zarządzania kryzysowego oraz ratownictwa.

## Życiorys
Stopień doktora nauk wojskowych uzyskał w 1989 r. na Akademii Sztabu Generalnego Wojska Polskiego na podstawie napisanej pod kierunkiem doc. Daniela Kubajewskiego pracy doktorskiej pt. Geneza, zachodzące zmiany i kierunki rozwoju systemu ostrzegania i alarmowania ludności na obszarze kraju. 29 czerwca 1999 r. habilitował się na Wydziale Strategiczno-Obronnym Akademii Obrony Narodowej w zakresie nauk wojskowych (specjalność obrona cywilna) na podstawie pracy pt. Obrona cywilna w Rzeczypospolitej Polskiej. W 2013 r. uzyskał tytuł profesora nauk społecznych.
Jego kariera zawodowa była niemal od początku związana ze służbą w Siłach Zbrojnych RP. W latach 1976–1977 brał udział w misji ONZ w Egipcie. Od 1979 r. jako student był związany z Akademią Sztabu Generalnego. W 1982 r. uzyskał tytuł oficera dyplomowanego na Akademii Sztabu Generalnego. Pracę naukowo-dydaktyczną rozpoczął od 1982 r. w ASG jako asystent, zaś od 1989 r. adiunkt personelu naukowo-dydaktycznego. W latach 1992–1993 pracował w Sztabie Obrony Cywilnej Kraju jako Szef Oddziału Operacyjnego. Od 1993 r. pracował w Akademii Obrony Narodowej jako adiunkt pełniący funkcje kierownika Zakładu Obrony Cywilnej oraz Sekretarza Rady Wydziału Strategiczno-Obronnego.
Od 2000 r. związany z Uniwersytetem Przyrodniczo-Humanistycznym w Siedlcach (obecnie Uniwersytet w Siedlcach). W okresie pracy na tej uczelni pełnił wiele funkcji akademickich, m.in. kierownika Zakładu Obrony Cywilnej. Od roku 2005 był zastępcą Dyrektora Instytutu Pedagogiki ds. Nauki, zaś od 2008 r. dyrektora tegoż Instytutu. W latach 2012–2016 sprawował funkcję Prodziekana ds. Nauki na Wydziale Humanistycznym Uniwersytetu Przyrodniczo-Humanistycznego w Siedlcach.
Jego zainteresowania naukowo-badawcze obejmowały przede wszystkim problematykę zarządzania kryzysowego, ochrony ludności i obrony cywilnej. Prowadził wykłady z przedmiotów: zarządzanie kryzysowe, obrona cywilna, systemy zarządzania kryzysowego w wybranych państwach. Jego dorobek obejmuje około 100 pozycji naukowych i popularnonaukowych, w tym 4 książki. Stanowi on spójny i znaczący wkład w rozwój współczesnych nauk o bezpieczeństwie. Był promotorem 6 doktoratów oraz ponad 600 prac licencjackich i magisterskich.